# Acura ARX-02
L'Acura ARX-02 est une voiture de course de type LMP1 lancée par le designer Nick Wirth et le constructeur Acura pour participer à cette catégorie tout en conservant l'Acura ARX-01 pour la catégorie LMP2. En 2010, la voiture prend le nom de HPD ARX-02, HPD (Honda Performance Development) étant la filiale américaine d'une groupe Honda chargée de concevoir et de développer les programmes sportifs de la marque aux États-Unis. Toutefois, durant cette même saison et pour des raisons économiques, le classement ALMS ne sépare plus les deux catégories LMP1 et LMP2. HPD fait alors le choix de ne pas engager cette voiture et de se concentrer sur l'évolution du modèle ARX-01.
En 2009, Acura est le premier constructeur à obtenir les deux titres LMP1 et LMP2 lors de la même saison de American Le Mans Series avec l'Acura ARX-02a et l'Acura ARX-01b.

## Palmarès
- American Le Mans Series :
  - Champion en 2009
  - Huit victoires au général sur les dix courses de la saison(trois avec de Ferran Motorsports et cinq avec Highcroft Racing)

## Châssis
Trois châssis ont été conçus pour les deux écuries qui ont engagé la voiture en compétition en 2009.
| N°       | Année | Équipe                | Moteur          | Championnat             |
| -------- | ----- | --------------------- | --------------- | ----------------------- |
| ARX-02/1 | 2009  | Highcroft Racing      | Acura LM-AR7 V8 | American Le Mans Series |
| ARX-02/2 | 2009  | de Ferran Motorsports | Acura LM-AR7 V8 | American Le Mans Series |
| ARX-02/3 | 2009  | Highcroft Racing      | Acura LM-AR7 V8 | American Le Mans Series |

## Culture populaire
La ARX-02a est jouable dans Forza Motorsport 3, Forza Motorsport 4 et RaceRoom Racing Experience (en).